# Склерофітні рідколісся Паропамізу
Склерофітні рідколісся Паропамізу (ідентифікатор WWF: PA1322) — палеарктичний екорегіон пустель і склерофітних чагарників, розташований в горах Північного Афганістану.

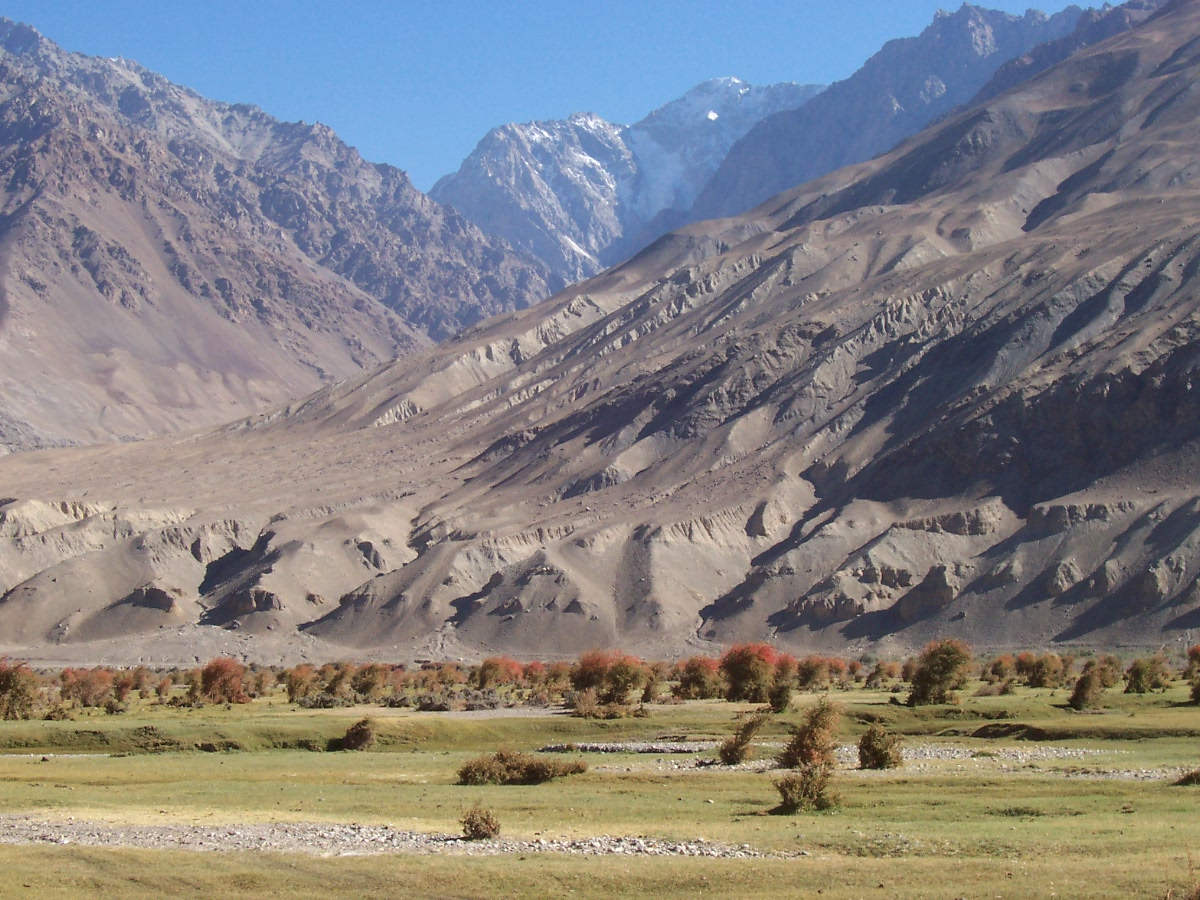
Ландшафт в районі Куран-ва-Мунджан

## Географія
Екорегіон склерофітних рідколісь Паропамізу розташований на північних схилах гір Паропамізу, що є північно-західним продовженням Гіндукушу, та на північних схилах самого Гіндукушу. Він простягається на 1000 км від Герату на схід до Ваханського коридору та на північний схід до річки Пяндж на кордоні з Таджикистаном. Висота регіону коливається від 371 м над рівнем моря до 5592 м над рівнем моря. На північ від регіону розташована напівпустеля Бадгиз та Карабіль, на південь — регіони альпійських луків Горату та Хазареджату та альпійських луків Гіндукушу.

## Клімат
В межах екорегіону переважає напівпустельний клімат (BSk за класифікацією кліматів Кеппена). Середньорічна температура становить 9,9 °C, середня максимальна температура 40,4 °C, середня мінімальна температура -11,2 °C. Середньорічна кількість опадів становить 440 мм.

## Флора
Понад 80 % території екорегіону займають сухі чагарники, 8 % території використовуються в сільському господарстві (переважно вздовж річкових долин), а ще 8 % території мають рідкісний рослинний прокрив, або повністю його позбавлені. Основними рослинними угрупованнями регіону є луки, що чергуються з невисокими рідколіссями. Перевипас худоби призвів до деградації природних ландшафтів, перетворивши значну частину рідколісь і луків на сухі чагарникові зарості. 
На висоті від 600 до 1500 м над рівнем моря в рідколіссях переважають фісташки (Pistacia) та бухарський мигдаль (Prunus bucharica). У високогір'ях в лісах переважають ялівці (Juniperus). На північному сході регіону, в провінції Бадахшан, в лісах ростуть фісташки (Pistacia), верби (Salix), звичайна обліпиха (Hippophae rhamnoides) та дикий мигдаль (Prunus amygdalus). На луках росте м'ята (Mentha), подорожник (Plantago), тирлич (Gentiana), осока (Carex) та ситник (Juncus).

## Фауна
Всього в екорегіоні склерофітних рідколісь Паропамізу зареєстровано 247 видів хребетних тварин. Серед поширених в регіоні ссавців слід навести вовка (Canis lupus), євразійську рись (Lynx lynx), звичайного шакала (Canis aureus), звичайну лисицю (Vulpes vulpes), афганську лисицю (Vulpes cana), кам'яну куницю (Martes foina) та довгохвостого бабака (Marmota caudata). В горах мешкає багато рідкісних видів ссавців, зокрема архари (Ovis ammon), гвинторогі козли (Capra falconeri), гімалайські ведмеді (Ursus thibetanus), алтайські мустели (Mustela altaica), леопарди (Panthera pardus) та снігові барси (Panthera uncia). В напівпустельних передгір'ях трапляються джейрани (Gazella subgutturosa), кулани (Equus hemionus), бактрійські олені (Cervus hanglu bactrianus), степові перегузні (Vormela peregusna), барханні коти (Felis margarita), а на берегах річок і струмків — річкові видри (Lutra lutra). Також в північних передгір'ях зустрічаються рідкісні степові черепахи (Testudo horsfieldii).
Серед рідкісних птахів регіону слід відзначити білоголову савку (Oxyura leucocephala), чорного грифа (Aegypius monachus), стерв'ятника (Neophron percnopterus), євразійську сиворакшу (Coracias garrulus),євразійську дрохву (Otis tarda), орлана-довгохвоста (Haliaeetus leucoryphus), східного могильника (Aquila heliaca), балабана (Falco cherrug), степового боривітра (Falco naumanni) та бурого голуба (Columba eversmanni).

## Збереження
Оцінка 2017 року показала, що 457 км², або менше 1 % екорегіону, є заповідними територіями. Природоохоронні території включають Природний заповідник Дашті Джум в Таджикистані та Природний заповідник Даркад в Афганістані.